# Penészgombák

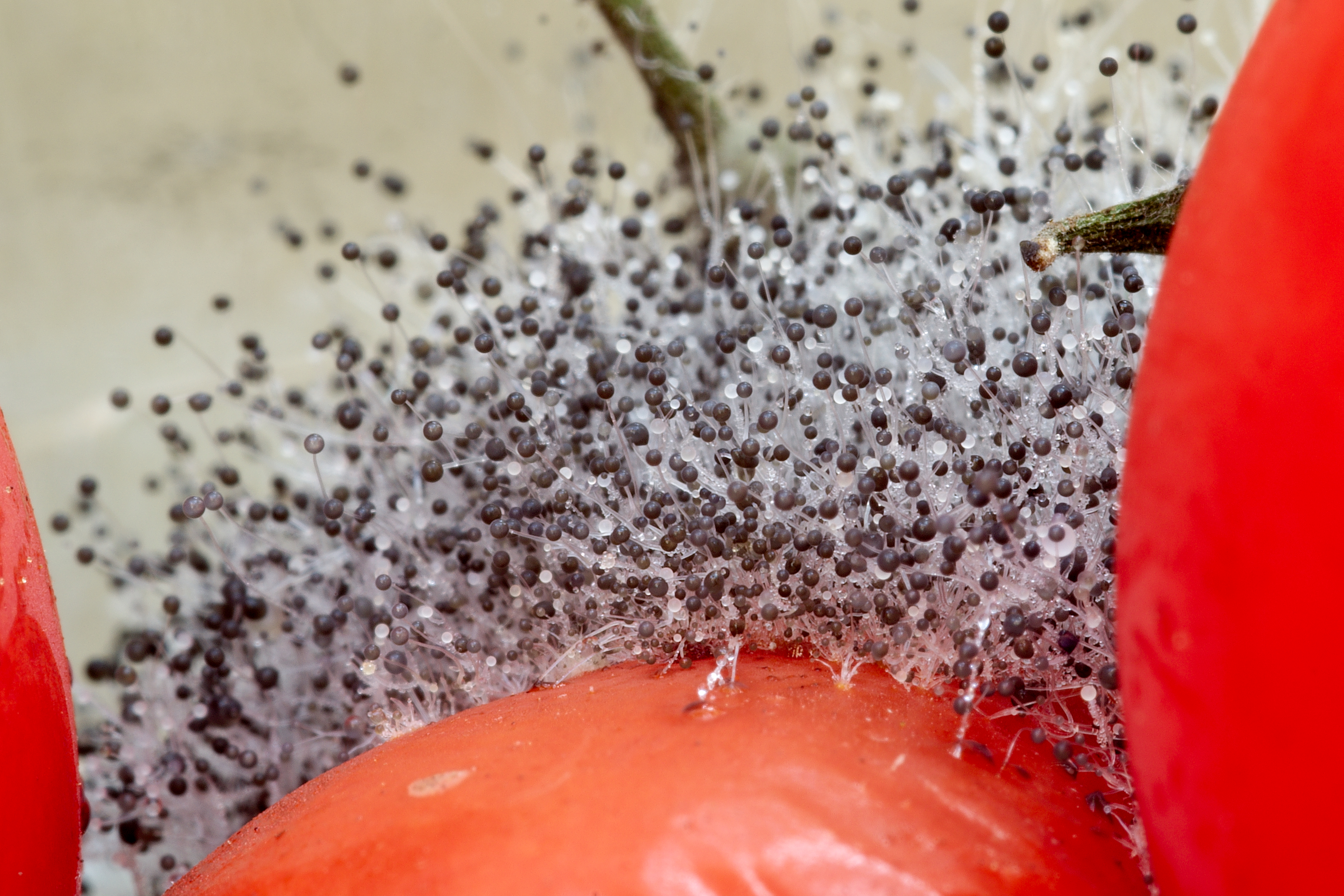
Penészes paradicsom

A penészgombák a soksejtű, hifás gombák olyan csoportja, amelyek külső megjelenésük és életmódjuk: a penészképzés alapján különböztethetők meg más gombáktól. Nem rendszertani besorolás, a penészképző több ezer faj nagyon távol állhat egymástól. Különböző felületeken (főleg szerves anyagon) változatos színű bevonatot képeznek. Bolyhos megjelenésüket a nagy számban termelt spóratartóknak köszönhetik.
A penészgombák lebontják a közvetlen környezetükben található szerves anyagokat, ezzel az élelmiszerek megromlását vagy az épületek szerkezeti elemeinek meggyengülést okozhatják. Egyes penészek károsak az egészségre, nagy tömegben termelt spóráikkal légzőszervi allergiás tüneteket idézhetnek elő, kiválasztott toxinjaikkal megmérgezhetik az élelmiszert, sőt egyes fajok a test belsejében is elszaporodhatnak (főleg immunkárosodott betegeknél).
Az élelmiszeripar felhasználja a penészeket: Európában főleg sajtok és szalámi készítésére, míg a keleti konyhában alapvető fontosságúak a szójaszósz és a szaké előállításában. A gyógyszeriparban antibiotikumok, gyógyszerek, enzimek forrásai lehetnek.

## Biológiájuk
A penészek a többi soksejtes gombához hasonlóan egy sejt vastagságú (5-10 mikrométernyi) elágazó fonalak (hifák) tömegéből, az ún. micéliumból állnak. Utóbbi vattaszerű szövedéket alkot. A hifák belsejében válaszfalak (szeptumok) különíthetik el a sejteket, de az egyszerűbb gombák esetében ezek hiányozhatnak is. A hifák belenőnek a környező tápanyagforrásokba, bontóenzimeket választanak ki (főleg a hifa csúcsrégiójában), amelyek kis darabokra vágják a keményítő, cellulóz vagy lignin molekuláit, és a keletkező egyszerű szénhidrátokat (cukrokat, oligoszacharidokat) a gomba képes felvenni. Ez az ún. szaprotróf életmód, a penészgombák pedig szaprofiták. A poliszacharidok lebontásával a penészgombák fontos szerepet játszanak a természetes ökológiai rendszerekben. Növekedésükhöz nedves környezet szükséges, egyes fajok vízben élnek. Hőmérsékletigényük változó, vannak közöttük hidegtűrők vagy forró környezetet igénylők is; van amelyik 4 °C-on is nő (ha lassan is), így a hűtőszekrényben tárolt élelmiszer sincs tőle teljes biztonságban. Képesek lehetnek megélni az Antarktisz fagyott talajában, az alacsony pH-jú oldószerekben, az antibakteriális szappanok felszínén vagy akár a repülőgép-üzemanyagban. Sok faj mikotoxint választ ki a környezetébe, hogy meggátolja a többi mikroorganizmus (baktériumok, más gombafajok) növekedését.  
Vegetatívan, a hifák feldarabolódásával vagy spórákkal (ivarosan és ivartalanul) szaporodnak. Spóráik rendkívül változatosak, formájuk, keletkezésük módja a rendszertanuk alapját képezi. Nagy részük csak ivartalanul szaporodik a hifa belsejében formált endospóra vagy a hifa végén speciális spóratartóban termelt konídiumok révén. A penésztelepek bolyhos megjelenése ezeknek a spóratartóknak (konidioforoknak) köszönhető. A spórák rendkívül ellenállóak, kibírják az extrém hőmérsékleteket vagy kémiai hatásokat. Sok fajnál feketék, hogy a bennük lévő DNS-t megvédjék az UV-sugárzástól. 
A penészgombáknak sok ezer fajuk van, amelyek egyaránt tartozhatnak a járomspórás gombák (Zygomycota), a tömlősgombák (Ascomycota) törzse vagy az imperfekt gombák (Fungi imperfecti) közé.

## Elterjedt fajtáik

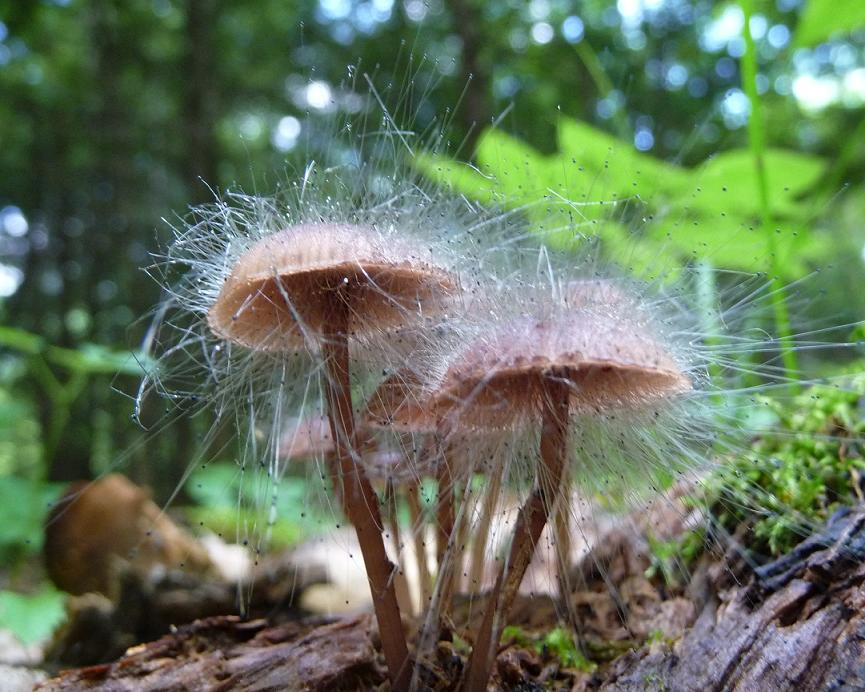
Spinellus fusiger penész vérző kígyógombán

A penészgombák legelterjedtebb nemzetségei többek között a következők:
- Acremonium
- Alternaria
- Aspergillus
- Cladosporium
- Fusarium
- Mucor
- Penicillium
- Rhizopus
- Stachybotrys
- Trichoderma
- Trichophyton

## Élelmiszeripar
A japán konyhaművészetben régóta használják az ún. kódzsi penészeket, az Aspergillus oryzae és A. sojae fajokat. Segítségükkel erjesztik a szóját szójaszósszá és szójapasztává és ezek bontják le a rizs keményítőtartalmát a szaké, a sócsú és más égetett szeszes italok készítésénél. Penésszel készül az erjesztett, szárított tonhal, a kacuobusi is. A Monascus purpureus penészgomba rizsen való növesztésével állítják elő a vörös rizsélesztőt, amelynek koleszterincsökkentő hatást tulajdonítanak.
Európában a penészkultúrákat a szalámi érlelése során alkalmazzák, hogy megakadályozzák a bakteriális romlást és fokozzák az ízt. A szalámi felszínén látható fehér bevonat a Penicillium nalgiovensé-től származik.
Egyéb, az élelmiszeripar által használt penészfajok:
- Fusarium venenatum – quorn (angolszász országokban és Skandináviában forgalmazott húspótló)
- Geotrichum candidum – sajt
- Neurospora sitophila – oncom (a jávai konyha erjesztett étele)
- Penicillium fajok – brie, kéksajt és egyéb sajtok
- Rhizomucor miehei – gombarennin vegetáriánus sajtok készítéséhez
- Rhizopus oligosporus – tempeh (jávai erjesztett szója)

## Gyógyszeripar

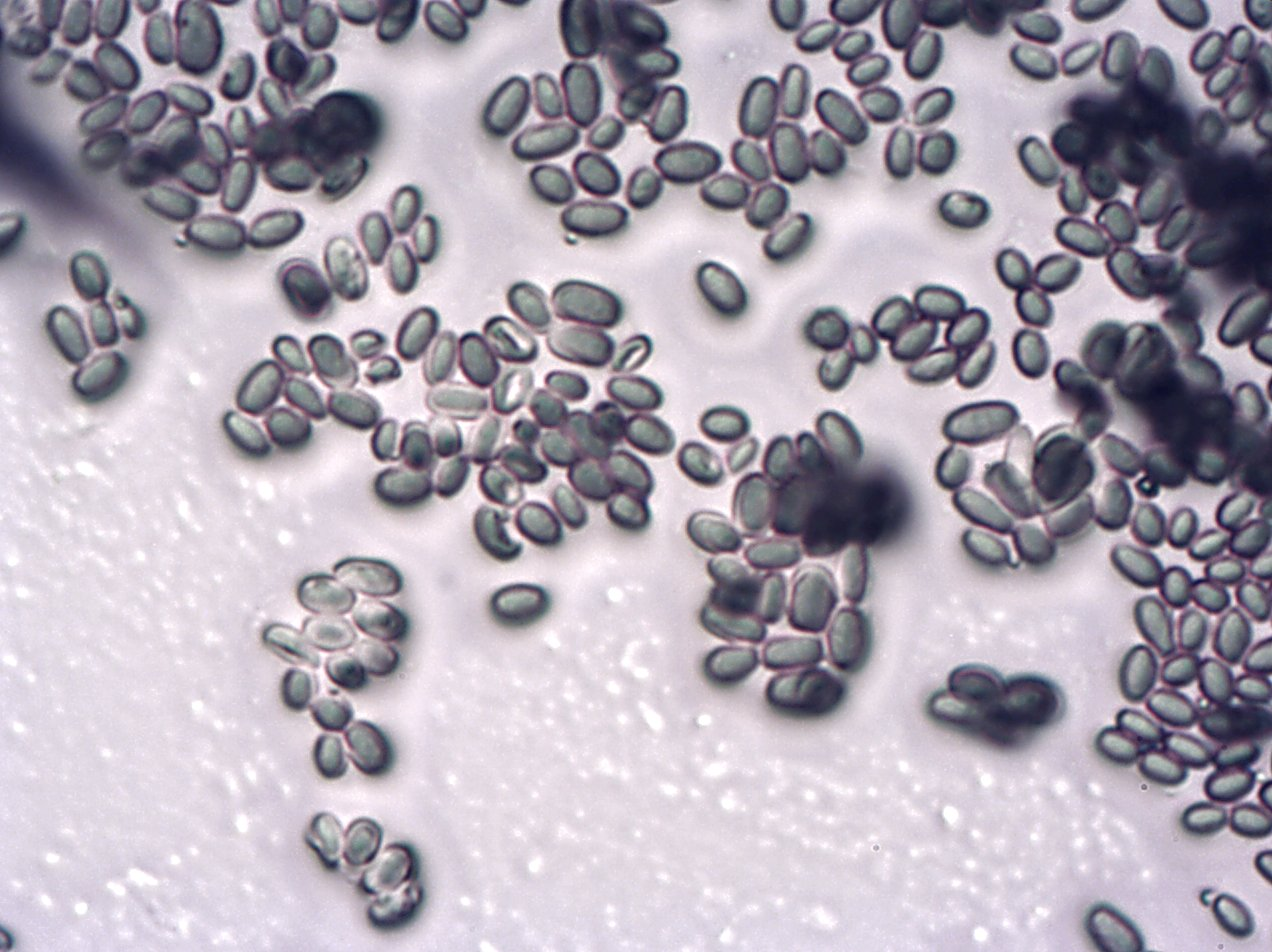
Penészgombaspórák

A legismertebb, penészgombák által termelt, gyógyászatban alkalmazott szer a Penicillium (vitatott, hogy Fleming eredeti felfedezése melyik fajjal történt, lehetett P. notatum, P. chrysogenium vagy P. rubens) által termelt penicillin, amelynek antibakteriális hatását véletlenül vette észre Alexander Fleming. Fleming azonban nem tudott eleget előállítani belőle ahhoz, hogy gyógyszerként használható legyen; ezt a munkát 
Howard Florey és Ernst Chain végezte el. Ipari méretű gyártására a második világháború alatt került sor. 
Egyes koleszterincsökkentő gyógyszereket eredetileg penészgombák termeltek (mint az Aspergillus terreus a lovasztatint). A szervátültetéseknél immunszupresszánsként alkalmazott ciklosporint a Tolypocladium inflatum penészből izolálták.

## Egészségkárosító hatások
A penészgombák és spóráik gyakorlatilag mindenütt ott vannak. A házipor egy részét a spóráik teszik ki. Nagyobb mennyiségben belélegezve allergiás tüneteket és légzési nehézséget válthatnak ki. 
A mikotoxinokat elválasztó fajok komoly egészségkárosító hatással bírhatnak. Egyes vizsgálatok szerint mérgeik neurológiai betegségeket vagy akár halált is okozhatnak. Az egészségkárosító hatást fokozhatja a krónikus kitettség (vagyis ha pl. a lakás levegőjében van jelen). A lakásokban elsősorban a nyirkos, nedves helyeken tenyészik, a fürdőszobában, konyhában, beázott helyiségekben, pincékben; különösen ha ezeknek a helyiségeknek rossz a szellőzése. A penészallergia tünete lehet a szemirritáció, krónikus köhögés, fejfájás és migrén, légzési nehézségek, kiütések, fáradékonyság, orrdugulás, tüsszögés. 
Ha élelmiszereken tenyésznek, egyes penészfajok szekretált toxinjaikkal (aflatoxin, ochratoxin, fumonizin, trichotecén, citrinin, patulin) mérgezővé tehetik az ételt. 

## Fordítás
Ez a szócikk részben vagy egészben  a   Mold című angol Wikipédia-szócikk ezen változatának fordításán alapul.  Az eredeti cikk szerkesztőit annak laptörténete sorolja fel. Ez a jelzés csupán a megfogalmazás eredetét és a szerzői jogokat jelzi, nem szolgál a cikkben szereplő információk forrásmegjelöléseként.